# 王启尧
王启尧（1963年3月?日—），男，汉族，中华人民共和国政治人物。在职研究生学历，博士学位，教授研究员级高级工程师。现任辽宁省大连市人大常委会党组书记、主任。

## 生平
1983年7月参加工作，1993年8月加入中国共产党。
2014年5月—2016年11月，中国科学院沈阳分院分党组书记、副院长，沈阳分院直属单位党委书记；
2016年9月，辽宁省大连市委副书记；
2018年1月，辽宁省大连市政协主席、党组书记；
2022年1月，辽宁省大连市人大常委会主任。